# Erich Mindner
Erich Mindner (* 9. März 1895 in Breslau; † 12. April 1939 in Darmstadt) war ein deutscher Architekt, Hochschullehrer und Denkmalpfleger.

## Leben
Erich Mindner wurde im März 1895 als Sohn des Kaufmanns Heinrich Mindner und dessen Ehefrau Gertrude Mindner geb. Büscher in Breslau geboren. Nach dem Abitur studierte er Architektur an der Technischen Hochschule Breslau und an der Technischen Hochschule Darmstadt. Er schloss das Studium mit dem akademischen Grad eines Diplom-Ingenieurs ab. Anschließend trat er ins Referendariat ein und wurde nach bestandenem zweiten Staatsexamen zum Regierungsbaumeister (Assessor im öffentlichen Bauwesen) ernannt. Mindner war Teilhaber des Heidelberger Architekturbüros der Bauunternehmung Philipp Holzmann.
Erich Mindner trat zum 1. Mai 1933 der NSDAP bei (Mitgliedsnummer 3.142.076) und erhielt zum 16. Oktober 1933 eine ordentliche Professur für Baukunst an der Technischen Hochschule Darmstadt. Die Wahl fiel auf Mindner, da weder der Erstplatzierte im Berufungsverfahren, Joseph Schlippe, noch der Zweitplatzierte am Ende des Verfahrens bereit waren, nach Darmstadt zu kommen. Er trat damit die Nachfolge von Heinrich Walbe an, der nach der Lieser-Affäre im Frühjahr 1933 aus der Hochschule gedrängt worden war. Zum gleichen Datum übernahm Mindner nebenamtlich die Leitung der Adolf-Hitler-Bauschule in Mainz (Vorgängerin der Fachhochschule Mainz).
Mindner wurde 1935 als Nachfolger von Paul Meissner auch Denkmalpfleger der Provinz Starkenburg und Mitglied des hessischen Denkmalrats. Von 1935 bis zu seinem Tod im April 1939 übte er das Amt des Dekans der Abteilung Architektur an der Hochschule aus. Als Parteigenosse von Karl Lieser und Erfüllungsgehilfe von Gauleiter Jakob Sprenger war Mindner wesentlich daran beteiligt, Lieser zum persönlichen Ordinarius zu ernennen und mit einem Lehrauftrag für Städtebau und Landesplanung zu versehen.
Erich Mindner war Mitglied des künstlerischen Beirats der Darmstädter Künstlergemeinschaft. Hierbei handelte es sich um eine von Oberbürgermeister Otto Wamboldt 1936 gegründete Einheitsorganisation, die alle lokalen Künstler unter nationalsozialistischer Führerschaft versammeln wollte. In diesem Beirat saßen neben Mindner u. a. Adolf Beyer, Jakob Krug oder Hermann Geibel.
Mindner hat im Gegensatz zu seinem Vorgänger kaum nennenswerte Bauwerke von überregionaler Bedeutung geschaffen. Sein bekanntestes Werk ist der aus Basalt errichtete, 50 Meter hohe Wasserturm in Hanau-Steinheim, der zwischen 1936 und 1938 entstand und als „einzigartiges Zeugnis nationalsozialistischer Propagandaarchitektur in Hanau“ unter Denkmalschutz gestellt wurde. Die Nationalsozialisten wollten mit dem Bauwerk nicht nur ein Wasserreservoir für die Steinheimer Bevölkerung, sondern auch eine Stätte schaffen, um ihre Kriegsverherrlichung und diktatorische Parteiideologie zur Schau zu stellen. 
Erich Mindner starb im Alter von 44 Jahren in Darmstadt. Er war seit 1918 mit Antonie von Braun verheiratet.

## Schriften
- Wände und Decken, Band 1. Verlag Walter de Gruyter, Berlin 1936.
- Franz Kuhn und sein Werk. (Nekrolog) In: Heidelberger Neueste Nachrichten vom 8. November 1938, S. 4.